# Wechselwähler
Wechselwähler sind in einem engeren Wortsinn Wähler, die bei zwei aufeinander folgenden Parlamentswahlen zwei verschiedene Parteien wählen. In einem weiteren Wortsinn werden auch solche Wahlberechtigte als Wechselwähler bezeichnet, die bei der ersten oder der zweiten Wahl von ihrem Recht, keine Partei zu wählen, durch Nichtteilnahme am Wahlvorgang, durch Stimmenthaltung oder durch eine absichtlich ungültige Stimmabgabe Gebrauch machen. Die Möglichkeit, bei einer geheimen Wahl einen leeren Stimmzettel abzugeben oder ungültig zu wählen, besteht auch in Ländern mit Wahlpflicht. Das Verhalten eines Wechselwählers steht im Gegensatz zu dem eines Stammwählers, der bei jeder Wahl dieselbe Partei wählt.
Nicht als Wechselwähler gelten Bürger, die nach dem Namenswechsel einer Partei erneut die betreffende Partei wählen (Beispiel: PDS → Die Linke).

## Entwicklung des Wählerverhaltens
Der Anteil der Wechselwähler im engeren Wortsinn hat in der EU im Vergleich zu früher deutlich zugenommen.
Vor dem Einzug der AfD in die deutschen Landtage und in den Bundestag bei der Bundestagswahl 2017 wurden die im Deutschen Bundestag vertretenen Parteien in zwei politische Lager eingeteilt, das „rechte“ und das „linke“ Lager. Dem „rechten Lager“ wurden die CDU und die CSU sowie die FDP zugeordnet, dem „linken Lager“ die SPD, die Grünen und die Linken. Die Vertreter der „Lagertheorie“ nahmen vor 2017 an, dass z. B. jemand, der bei der letzten Wahl die SPD gewählt habe, aber mit „seiner“ Partei unzufrieden sei, bei der aktuellen Wahl entweder einer anderen „linken“ Partei oder keiner Partei seine Stimme geben, nicht aber eine Partei des „rechten Lagers“ wählen werde. Umgekehrt sei es unwahrscheinlich, dass ein Wahlberechtigter, der zuletzt die für ihn zuständige Unionspartei gewählt habe, aber mit deren aktueller Politik unzufrieden sei, bei der aktuellen Wahl die Grünen wähle.
Bei der Landtagswahl in Bayern 2018 zeigte sich exemplarisch, dass die „Lagertheorie“ fragwürdig geworden ist: Die CSU verlor in Bayern im Vergleich zu 2013 190.000 Wähler an die Grünen (mehr als an die AfD), und ein Viertel der dortigen ehemaligen SPD-Wähler votierte für die CSU. Die AfD und die Freien Wähler erhielten bei der Wahl in Bayern jeweils mehr als zehn Prozentpunkte. Die „Lagertheorie“ wird auch dadurch in Frage gestellt, dass es in mehreren deutschen Landtagen Koalitionen zwischen der CDU und den Grünen gibt und dass Wirtschaftsliberale und Konservative, die in der CDU keine politische Heimat mehr sehen, der Partei vorwerfen, diese habe sich in drei Großen Koalitionen im Bund seit 2005 „sozialdemokratisiert“.
Von exemplarischer Bedeutung ist die Landtagswahl in Bayern 2018 auch im Hinblick auf den Bedeutungsverlust der SPD. Der Anteil derer, die 2013 die SPD wählten und dies auch 2018 taten, beträgt 36,1 Prozent. Die Partei erhielt 9,7 Prozent der Wählerstimmen und stellt damit die fünftstärkste Fraktion im Bayerischen Landtag. Ähnliche Stimmenverluste erlitten auch andere sozialdemokratische Parteien in Europa. So ging der Stimmenanteil der griechischen PASOK bei Parlamentswahlen von 43,9 Prozent im Jahr 2009 auf 4,7 Prozent im Jahr 2015 zurück. Einige Beobachter dieses Vorgangs sprechen von einer Pasokisierung sozialistischer bzw. sozialdemokratischer Parteien in Europa.

## Identifikationsverfahren
Um festzustellen, ob Bürger Wechselwähler sind oder nicht, werden in der Regel Befragungen eingesetzt. Wird die sog. Panelmethode verwendet, werden Personen zur ersten betrachteten Wahl nach ihrem Wahlverhalten gefragt; dieselben Personen werden zur zweiten betrachteten Wahl wieder nach ihrem aktuellen Stimmverhalten gefragt. Vergleicht man beide Angaben miteinander, kann man feststellen, ob sie übereinstimmen oder nicht. Problematisch ist diese Vorgehensweise vor allem deshalb, weil nicht alle ursprünglich Befragten wiederbefragt werden können und die verbliebenen Personen sich systematisch von den ausgeschiedenen unterscheiden können. Zudem sind Wiederholungsbefragungen mit erheblichem Aufwand verbunden. Daher wird häufiger die sog. Rückerinnerungsmethode verwendet. Dazu werden Personen zum Zeitpunkt der zweiten betrachteten Wahl nach ihrem aktuellen Wahlverhalten sowie nach dem Wahlverhalten bei der interessierenden Wahl in der Vergangenheit gefragt. Es ist nur eine Befragung notwendig. Aber etliche Befragte können sich an ihr früheres Wahlverhalten nicht mehr erinnern oder wollen sich im Interview nicht dazu bekennen. Daher kommt es zu erheblichen Messfehlern. In Deutschland wird mit dieser verbreiteten Methode die Häufigkeit der Wechselwahl deutlich unterschätzt.

## Erklärung des Wechsels der gewählten Partei
Die Ursache für den gestiegenen Anteil wird unter anderem darin gesehen, dass sich traditionelle Bindungen zu bestimmten gesellschaftlichen Gruppierungen zunehmend lockern: Religiöse Menschen wählen oder wählten eher CDU, Gewerkschafter eher SPD.
Über die Eigenschaften von Wechselwählern gibt es konkurrierende Ansichten. Die skeptische Position sieht in ihnen „politischen Flugsand“, der – politisch wenig interessiert und informiert – bald hierhin, bald dorthin getragen werde. Die optimistische Sichtweise erkennt in Wechselwählern nicht nur diejenigen Bürger, die bei Wahlen besonders einflussreich sind, sondern sieht in ihnen gewissermaßen eine Wählerelite, die überdurchschnittlich gebildet sei und sich stark für Politik interessiere. Tatsächlich lassen sich in Deutschland zwischen Wechselwählern und anderen Wählern keine generellen Unterschiede im Hinblick auf Bildung und politisches Interesse erkennen. Unter Wechselwählern scheinen demnach ähnlich viele desinteressierte, wenig gebildete und uninformierte Personen sowie hochgradig interessierte, hochgebildete und sehr gut informierte Personen zu finden zu sein wie unter Wählern, die nicht bei zwei aufeinanderfolgenden Wahlen für verschiedene Parteien stimmen.
Es gibt auch Fälle eines erzwungenen Wechsels des Wahlverhaltens einzelner Wähler. Diejenigen, die in der Weimarer Republik die NSDAP gewählt hatten, konnten in den deutschen Ländern nach 1945 und in der Bundesrepublik Deutschland ab 1949 diese Partei nicht mehr wählen; die Wahl der Nachfolgeorganisation SRP war nach deren Verbot am 4. Mai 1951 ebenfalls nicht mehr möglich. Auch die KPD war nach deren Verbot am 17. August 1956 in der BRD nicht mehr wählbar. In Italien änderte die Partei Democrazia Cristiana 1994 zwar ihren Namen in Partito Populare Italiano, so dass PPI-Wähler, die 1992 die DC gewählt hatten, nicht als Wechselwähler gezählt wurden. Nach dem Absturz des Anteils an den Wählerstimmen für die DC bei Parlamentswahlen von 48,5 Prozent (1948) auf 29,6 Prozent (1992) erhielt die PPI 1994 11,1 Prozent der Stimmen. Danach zerfiel die DC/PPI in mehrere einzelne Parteien. Alle Wähler der Nachfolgeparteien der DC/PPI unmittelbar nach 1994 gelten als Wechselwähler.

## Bedeutung als Zielgruppe von Wahlkämpfern
Die Wechselwähler spielen für die Wahlwerbung der großen Parteien eine besondere Rolle, weil sie als wahlentscheidend gelten.
Hauptsächlich richtet sich die Wahlwerbung gezielt an diejenigen Wahlberechtigten, die (erstmals) die umworbene Partei wählen sollen. Das betrifft nicht nur Wechselwähler im engeren Wortsinn, sondern auch ehemalige Nichtwähler und potenzielle Erstwähler. Die bislang „großen“ Parteien, die (ehemaligen) Volksparteien, sprechen vor allem in der politischen Mitte verortete Wahlberechtigte an.
Allerdings sind Stammwähler keineswegs „sichere“ Wähler „ihrer Partei“. Abgesehen davon, dass viele von denen, die einer Partei nahestehen (d. h. Menschen mit einer hohen Parteiidentifikation), immer schon einzelnen Wahlen fernblieben, weil sie diese nicht für hinreichend wichtig hielten oder weil sie durch Nichtwählen „ihrer“ Partei einmalig „einen Denkzettel verpassen“ wollten, gibt es in letzter Zeit immer mehr Menschen, die eine Partei nicht mehr wählen, obwohl sie das in der Vergangenheit immer getan haben (die Bertelsmann-Stiftung bezeichnet diese extreme Treue als „positive Parteiidentität“). Auch bisherige Stammwähler müssen also umworben werden, und zwar auch deshalb, damit eventuelle Ansätze zu einer asymmetrischen Demobilisierung durch Wahlkämpfer konkurrierender Parteien keinen Erfolg haben.